# Gertruida van Veen
Gertruida van Veen (Antwerpen, 4 juni 1602 - 30 juni 1643) was een schilderes uit de Zuidelijke Nederlanden .
Ze was de dochter van de schilder Otto van Veen. Ze is vooral bekend door het portret dat ze schilderde van haar vader, dat in het Brussels Museum wordt bewaard. Haar eigen portret is een gravure door Lucas Vorsterman.

Ze trouwde met Ludovicus Malo. Ze stierf in 1643 en is begraven in de Sint-Jacobskerk, Antwerpen .

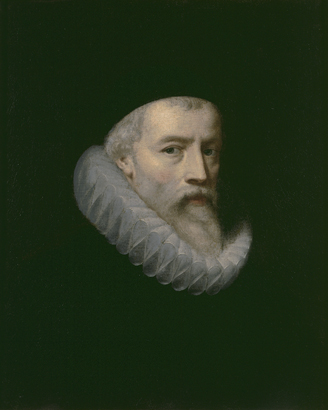
Portret van de vader van de kunstenaar, circa 1617-1629

- Bibliothèque nationale de France: cb14966474m (data)
- Biografisch Portaal: 04305396
- Gemeinsame Normdatei: 1070416088
- International Standard Name Identifier: 0000 0000 6631 5815
- RKD-Nederlands Instituut voor Kunstgeschiedenis: 79613
- Union List of Artist Names: 500052293
- Virtual International Authority File: 66737720